# Number 1
Number 1, debutskiva från The Boppers. Släpptes 1978 och är en av Sveriges bäst sålda skivor. Innehåller Boppers mest kända låt, Spaniels gamla ballad, Goodnight sweetheart. Annars är skivan fylld av covers, t.ex. Happy Days, som var signaturmelodi till TV-serien med samma namn - på svenska kallad Gänget och jag.

## Låtlista
1. "At the hop"
2. "Poetry in motion"
3. "Teenager in love"
4. "Oh pretty woman"
5. "Who put the bomp"
6. "Mona Lisa"
7. "Come go with me"
8. "Skateboard Sue"
9. "Little darling"
10. "Remember then"
11. "Hey baby"
12. "Tell Laura i love her"
13. "Happy days"
14. "Good night sweetheart"